# Знаки почтовой оплаты СССР (1986)
Зна́ки почто́вой опла́ты СССР (1986) — перечень (каталог) знаков почтовой оплаты (почтовых марок), введённых в обращение дирекцией по изданию и экспедированию знаков почтовой оплаты Министерства связи СССР в 1986 году.

## Список коммеморативных (памятных) марок
Порядок следования элементов в таблице соответствует номеру по каталогу марок СССР (ЦФА), в скобках приведены номера по каталогу «Михель».
| № по каталогу                        | Изображение | Описание и источники                                                                        | Номинал   | Дата выпуска          | Тираж     | Художник         |
| ------------------------------------ | ----------- | ------------------------------------------------------------------------------------------- | --------- | --------------------- | --------- | ---------------- |
| (ЦФА [АО «Марка»] № 5693) (Mi #5572) |             | 90-летие первых Олимпийских игр: - медаль Первых Олимпийских игр.                           | 0,15 руб. | 10 января 1986 года   | 2 500 000 | Юрий Арцименев   |
| (ЦФА [АО «Марка»] № 5705) (Mi #5584) |             | Серия «Красная Книга СССР. Бабочки»: - Медведица красноточечная (лат. Utetheisa pulchella). | 0,04 руб. | 18 марта 1986 года    | 6 500 000 | Иван Сущенко     |
| (ЦФА [АО «Марка»] № 5706) (Mi #5585) |             | Серия «Красная Книга СССР. Бабочки»: - Зеринтия кавказская (лат. Allancastria caucasica).   | 0,05 руб. | 18 марта 1986 года    | 6 500 000 | Иван Сущенко     |
| (ЦФА [АО «Марка»] № 5707) (Mi #5586) |             | Серия «Красная Книга СССР. Бабочки»: - Зорька Зегрис (лат. Zegris eupheme).                 | 0,10 руб. | 18 марта 1986 года    | 5 300 000 | Иван Сущенко     |
| (ЦФА [АО «Марка»] № 5708) (Mi #5587) |             | Серия «Красная Книга СССР. Бабочки»: - Лента орденская малиновая (лат. Catocala sponsa).    | 0,15 руб. | 18 марта 1986 года    | 4 200 000 | Иван Сущенко     |
| (ЦФА [АО «Марка»] № 5709) (Mi #5588) |             | Серия «Красная Книга СССР. Бабочки»: - Сатир Бишоффа (лат. Satyrus bischoffii).             | 0,20 руб. | 18 марта 1986 года    | 3 200 000 | Иван Сущенко     |
| (ЦФА [АО «Марка»] № 5733) (Mi #5612) |             | Чемпионат мира по футболу «Мехико-86»: - Скульптура футболистов.                            | 0,05 руб. | 31 мая 1986 года      | 4 350 000 | Р. Стрельников   |
| (ЦФА [АО «Марка»] № 5734) (Mi #5613) |             | Чемпионат мира по футболу «Мехико-86»: - Скульптура футболистов.                            | 0,10 руб. | 31 мая 1986 года      | 3 750 000 | Р. Стрельников   |
| (ЦФА [АО «Марка»] № 5735) (Mi #5614) |             | Чемпионат мира по футболу «Мехико-86»: - Медаль чемпионата.                                 | 0,15 руб. | 31 мая 1986 года      | 3 750 000 | Р. Стрельников   |
| (ЦФА [АО «Марка»] № 5761) (Mi #5640) |             | Почтовый блок: «Наш дом — Земля» (Красная книга).                                           | 0,50 руб. | 10 сентября 1986 года | 800 000   | Юрий Левиновский |
| (ЦФА [АО «Марка»] № 5785) (Mi #5664) |             | «С Новым, 1987 годом!»: - Московский Кремль. Башни Кремля.                                  | 0,05 руб. | 4 декабря 1986 года   | 4 600 000 | Иван Козлов      |

## Комментарии
1. ↑  Ниже приведён перечень памятных художественных марок (с возможностью сортировки по номиналу, тиражу и дате введения в обращение).
2. ↑  90-летие первых Олимпийских игр. На многоцветной марке медаль Первых Олимпийских игр. Глубокая печать, перфорирована: комбинированная рамочная зубцовка 11½:12 (на каждые 2 сантиметра края марки приходится 11½:12 зубцов). В марочных листах 50 (10×5) и малые листы (кляйнбогены) по 8 (4×2) марок с художественно оформленными полями[2][6][7][8].
3. 1 2 3 4 5  Начало, окончание серии — смотри 15 января 1987 года[10].
4. ↑  Серия «Красная Книга СССР: бабочки». На многоцветной марке — Медведица красноточечная (лат. Utetheisa pulchella). Офсетная печать, перфорирована: комбинированная гребенцатая зубцовка 12:12½ (на каждые 2 сантиметра края марки приходится 12:12½ зубцов). Памятный чёрный текст: «Красная книга СССР», а также латинское и русское название изображённой бабочки. В марочных листах 36 (6×6) марок[2][11][12][13].
5. ↑  Серия «Красная Книга СССР: бабочки». На многоцветной марке — Зеринтия кавказская (лат. Allancastria caucasica). Офсетная печать, перфорирована: комбинированная гребенцатая зубцовка 12:12½ (на каждые 2 сантиметра края марки приходится 12:12½ зубцов). Памятный чёрный текст: «Красная книга СССР», а также латинское и русское название изображённой бабочки. В марочных листах 36 (6×6) марок[2][11][12][13].
6. ↑  Серия «Красная Книга СССР: бабочки». На многоцветной марке — Зорька зегрис (лат. Zegris eupheme). Офсетная печать, перфорирована: комбинированная гребенцатая зубцовка 12:12½ (на каждые 2 сантиметра края марки приходится 12:12½ зубцов). Памятный чёрный текст: «Красная книга СССР», а также латинское и русское название изображённой бабочки. В марочных листах 36 (6×6) марок[2][11][12][13].
7. ↑  Серия «Красная Книга СССР: бабочки». На многоцветной марке — Лента орденская малиновая (лат. Catocala sponsa). Офсетная печать, перфорирована: комбинированная гребенцатая зубцовка 12:12½ (на каждые 2 сантиметра края марки приходится 12:12½ зубцов). Памятный чёрный текст: «Красная книга СССР», а также латинское и русское название изображённой бабочки. В марочных листах 36 (6×6) марок[2][11][12][13].
8. ↑  Серия «Красная Книга СССР: бабочки». На многоцветной марке — Сатир Бишоффа (лат. Satyrus bischoffii seu Hipparchia bischoffii). Офсетная печать, перфорирована: комбинированная гребенцатая зубцовка 12:12½ (на каждые 2 сантиметра края марки приходится 12:12½ зубцов). Памятный чёрный текст: «Красная книга СССР», а также латинское и русское название изображённой бабочки. В марочных листах 36 (6×6), а также малые листы (кляйнбогены) по 8 (2×4) марок с художественно оформленными полями, тираж малых листов — 15 тысяч[2][11][12][13].
9. ↑  В том числе 15 тысяч малых марочных листов (кляйнбогенов) по 8 (2×4) марок с художественно оформленными полями[12].
10. ↑  Чемпионат мира по футболу «Мехико-86». На многоцветной марке скульптура футболистов. Глубокая печать перфорирована: рамочная зубцовка 11½ (на каждые 2 сантиметра края марки приходится 11½ зубцов). В марочных листах 50 (5×10) и малые листы (кляйнбогены) 8 (2×4) марок с художественно оформленными полями, дополнительным тиражом 15 000 экземпляров или 120 000 марок[2][14][15][16].
11. ↑  Чемпионат мира по футболу «Мехико-86». На многоцветной марке скульптура футболистов. Глубокая печать перфорирована: рамочная зубцовка 11½ (на каждые 2 сантиметра края марки приходится 11½ зубцов). В марочных листах 50 (5×10) и малые листы (кляйнбогены) 8 (2×4) марок с художественно оформленными полями, дополнительным тиражом 15 000 экземпляров или 120 000 марок[2][14][15][16].
12. ↑  Чемпионат мира по футболу «Мехико-86». На многоцветной марке медаль чемпионата. Глубокая печать перфорирована: рамочная зубцовка 11½ (на каждые 2 сантиметра края марки приходится 11½ зубцов). В марочных листах 50 (5×10) и малые листы (кляйнбогены) 8 (2×4) марок с художественно оформленными полями, дополнительным тиражом 15 000 экземпляров или 120 000 марок[2][14][15][16].
13. ↑  Номерной почтовый блок размерами 60×90 мм. Фоновое изображение — сверху: ветка дерева с птицами, снизу: цветочный мотив, на котором угадывается условное изображение бабочек. На многоцветной марке — Красная Книга СССР на фоне Земного шара. Офсетная печать в сочетании с глубокой печатью, марка в блоке перфорирована: рамочная зубцовка 11½ (на каждые 2 сантиметра края марки приходится 11½ зубцов)[2][18]. Разновидность  (ЦФА [АО «Марка»] № 5761А) — без номера с надпечаткой «ПОГАШЕНО». Суммарный тираж всех разновидностей почтового блока — 800 000 экземпляров[19].
14. ↑  «С Новым, 1987 годом — годом 70-летия Великого октября!»: на многоцветной марке  (ЦФА [АО «Марка»] № 5785) — Московский Кремль, башни Кремля. Офсетная печать, перфорирована: гребенчатая зубцовка 11½ (на каждые 2 сантиметра края марки приходится 11½ зубцов). В марочных листах 30 (6×5) и малые листы (кляйнбогены) по 8 (4×2) марок[2][20][21].